# 15376 Marták
(15376) Marták, denumire internațională (15376) Martak, este un asteroid din centura principală de asteroizi.

## Descriere
15376 Marták este un asteroid din centura principală de asteroizi. A fost descoperit pe 1 februarie 1997 la Modra de Peter Kolény și Leonard Kornoš. Asteroidul prezintă o orbită caracterizată de o semiaxă mare de 3,94 ua, o excentricitate de 0,31 și o înclinație de 2,9° în raport cu ecliptica.